# Raipole, Mejova
Raipole (în ucraineană Райполе) este localitatea de reședință a comunei Raipole din raionul Mejova, regiunea Dnipropetrovsk, Ucraina.

## Demografie
Componența lingvistică a localității Raipole
     Ucraineană (92,8%)
     Rusă (6,95%)
Conform recensământului din 2001, majoritatea populației localității Raipole era vorbitoare de ucraineană (92,8%), existând în minoritate și vorbitori de rusă (6,95%).